# Henryk Liefeldt
Henryk Liefeldt (ur. 14 kwietnia 1894 w Warszawie, zm. 13 września 1937 tamże) – polski kierowca wyścigowy, inżynier mechanik, konstruktor, pierwszy automobilowy mistrz Polski (1927).

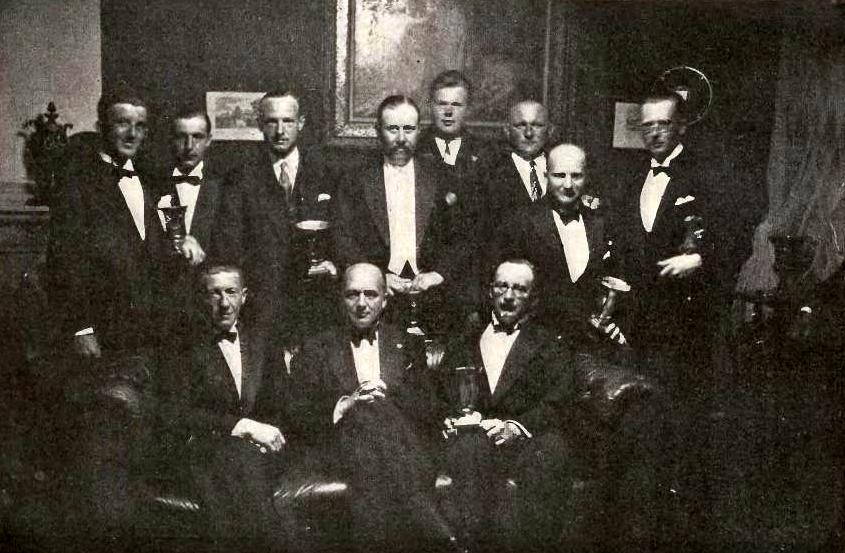
Henryk Liefeldt zajął drugie miejsce podczas Rajdu Polski 1930. Na zdjęciu podczas odbioru nagród za ten rajd - Liefeldt siedzi pierwszy od lewej strony.

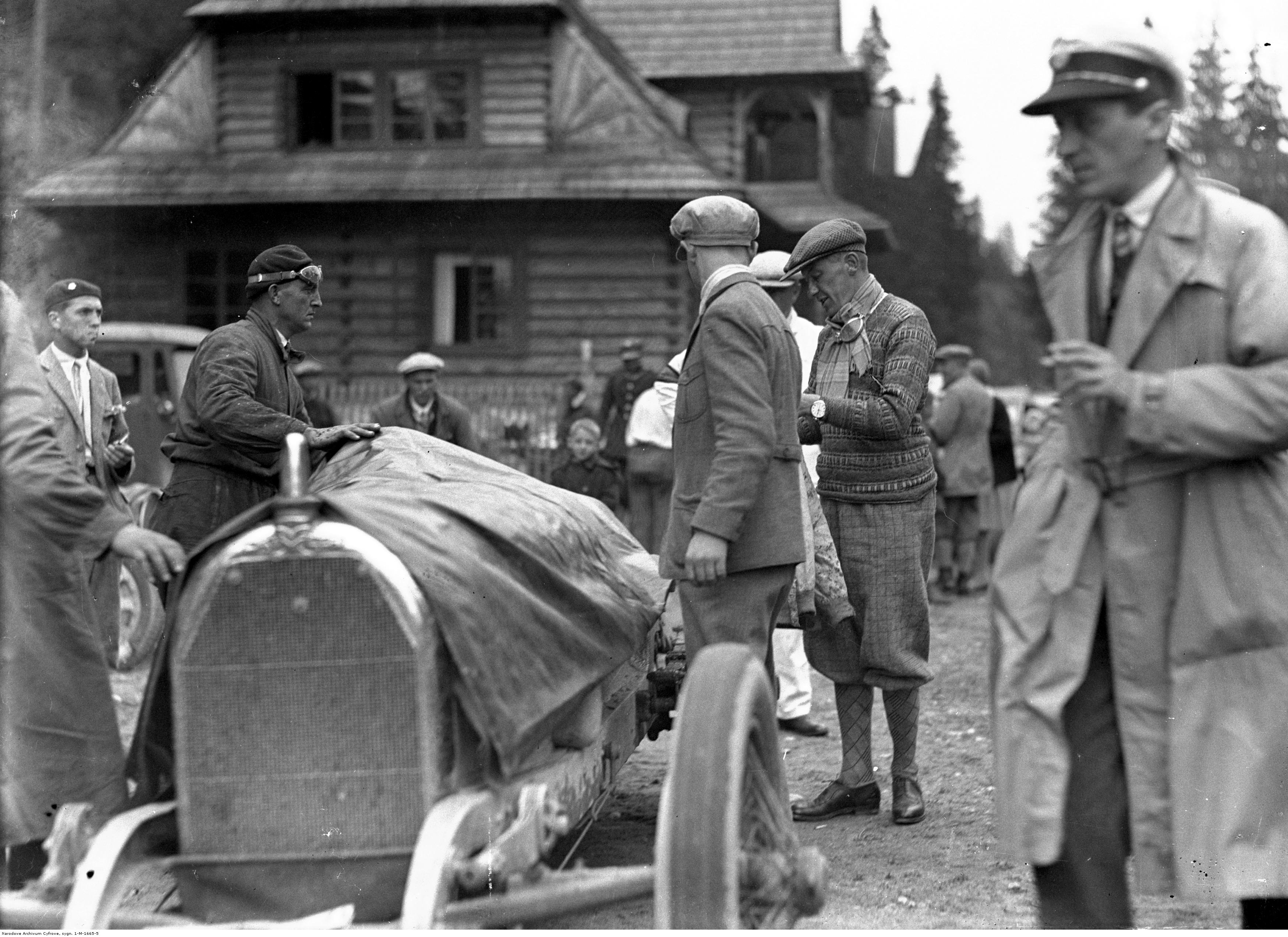
II Międzynarodowy Wyścig Tatrzański w Zakopanem - Henryk Liefeldt przy samochodzie Austro-Daimler; 1929 r.

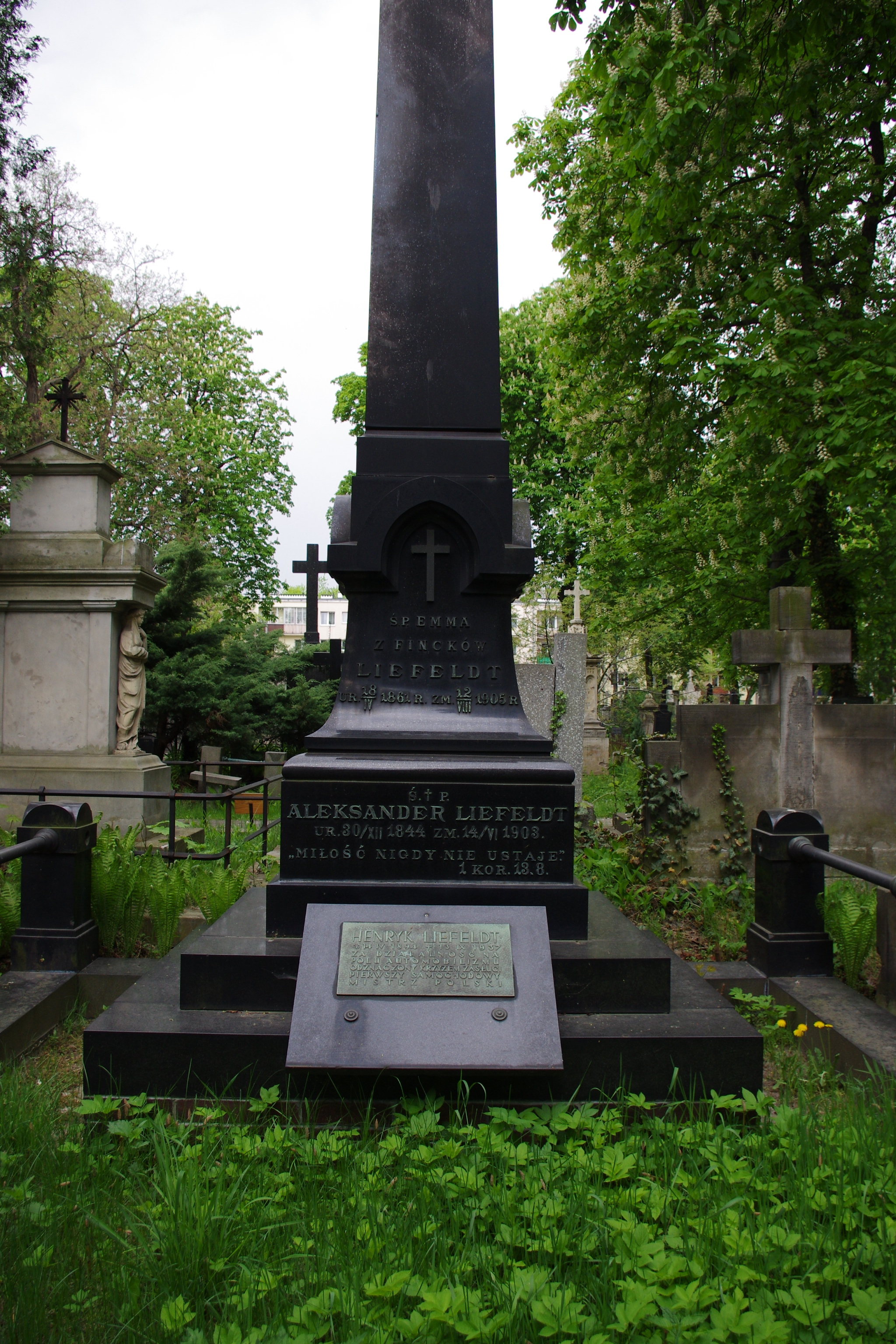
Grób Henryka Liefeldta na Cmentarzu ewangelicko-augsburskim w Warszawie

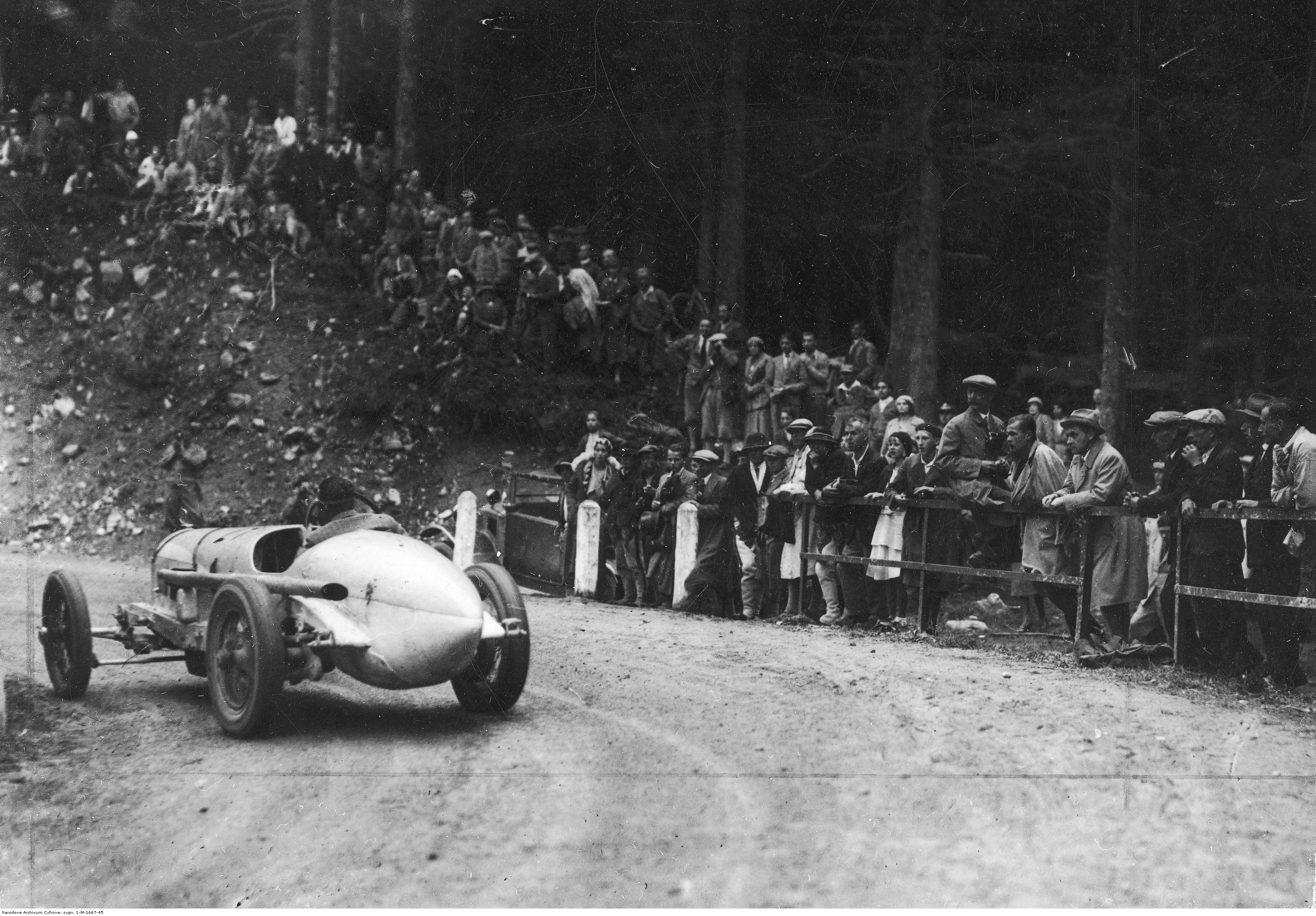
IV Międzynarodowy Wyścig Tatrzański - Henryk Liefeldt na trasie w samochodzie Austro-Daimler; 1931 r.

## Życiorys
Był synem Aleksandra, współwłaściciela Hotelu Brühlowskiego, i Emmy z domu Finck. Kształcił się na wydziale mechanicznym technikum w Mittweidzie, a następnie w wyższej szkole technicznej w  Coventry; praktykę zawodową odbył w fabryce samochodów Humber w Anglii  . Od 1912 r. uprawiał sporty motorowe. Już jako student brał udział - i odnosił sukcesy - w zawodach motocyklowych na terenie Anglii. W roku 1913 odniósł pierwszy sukces sportowy, zwyciężając w zawodach motocyklowych Coupe de la Meuse w Belgii . 
W czasie pierwszej wojny światowej powrócił do kraju i w roku 1918 wstąpił jako ochotnik do armii polskiej. W listopadzie tego roku przedostał się w przebraniu z Warszawy do zaboru austriackiego celem zabezpieczenia sprzętu lotniczego pozostawionego tam przez armię austriacką. Następnie współdziałał w organizowaniu zaplecza technicznego powstającego po odzyskaniu niepodległości lotnictwa polskiego   . Służbę wojskową pełnił w 1 Eskadrze Łącznikowej, przeformatowanej następnie w 8 Eskadrę Wywiadowczą. Z nią, jako szef-mechanik eskadry, wyjechał wiosną 1919 r. na front. Brał czynny udział w licznych lotach bojowych . W szczególności 5 lipca 1919, lecąc wraz z ppor. pilotem Karolem Chlupką, wziął udział w bombardowaniu stacji kolejowej, parowozowni oraz sztabu bolszewickiego stacjonującego w Łunińcu, co zmusiło bolszewików do natychmiastowego opuszczenia Łunińca. Za zasługi bojowe był awansowany do stopnia podchorążego. W roku 1920 na skutek ciężkiej choroby został zwolniony z wojska .
Po odzyskaniu zdrowia uruchomił w Warszawie warsztaty samochodowe «Autoremont», które pracowały dla potrzeb armii. W 1924 r. warsztaty te zostały przekształcone w Wytwórnię Silników i Warsztaty Mechaniczne Henryk Liefeldt – Stefan Schiffner. Przedsiębiorstwo to od 1925 r. produkowało silniki przemysłowe i motopompy oraz nadwozia do samochodów osobowych i użytkowych. Po wygraniu konkursu wykonało ponadto ok. r. 1928, pod patronatem Departamentu Aeronautyki, serię silników samolotowych. Przez kilka lat było reprezentantem fabryki samochodów Austro-Daimler w Polsce , a sam Henryk Liefeldt - jako kierowca rajdowy i wyścigowy - wielokrotnie startował na samochodach tej marki . Od r. 1932 Liefeldt był również dyrektorem technicznym w Polskim Towarzystwie Samochodowym Citroën w Warszawie. W latach 1925–33 był przysięgłym rzeczoznawcą do spraw samochodowych oraz członkiem komisji egzaminacyjnej i rejestracyjnej przy Komisariacie Rządu. Współdziałał też w tworzeniu szkolnictwa mechaników lotniczych . Zmarł 13 września 1937 po długotrwałej chorobie .
Działalność sportową jako automobilista Henryk Liefeldt rozpoczął w r. 1922. Był siedmiokrotnym zwycięzcą Międzynarodowych Rajdów Automobilklubu Polskiego oraz zdobywcą I miejsca w licznych wyścigach krajowych .
W uznaniu jego osiągnięć Automobilklub Polski przyznał mu w 1927 tytuł automobilowego mistrza Polski . Mistrzostwo Polski zdobył następnie w 1928. Brał udział we wszystkich edycjach Wyścigu Tatrzańskiego, przy tym w 1927 roku zwyciężył w klasyfikacji ogólnej, w 1928 i 1929 roku był drugi, a w 1930 roku wypadł z trasy omijając nieostrożnego widza. W roku 1930 wygrał Grand Prix Lwowa. Był ponadto wielokrotnym rekordzistą Polski w jeździe szybkiej na dystansie 1 km ze startu lotnego (170,110 km/h w 1928 r. i 184,673 km/h w 1931 r.) i ze startu normalnego (98,441 km/h w 1926 r. i 127,779 km/h w 1931 r.).
Był członkiem zarządu głównego Automobilklubu Polski i jednym z nielicznych członków Elity Polskich Jeźdźców Automobilowych. 
Za zasługi na polu rozwoju automobilizmu polskiego odznaczony został w roku 1937 Złotym Krzyżem Zasługi.
Pochowany na cmentarzu ewangelicko-augsburskim przy ulicy Młynarskiej (aleja 14, grób 32).